# Cleveland Township (Whitley County, Indiana)
Cleveland Township ist eines von neun Townships im Whitley County im US-Bundesstaat Indiana.

## Demografie
Laut dem United States Census 2000 hat Cleveland Township 3463 Einwohner, davon 1709 Männer und 1757 Frauen.

## Geografie
Cleveland County liegt auf 253 Meter über dem Meeresspiegel im Südwesten des Whitley County und umfasst die Stadt South Whitley und das gemeindefreie Collamer. Es bedeckt eine Fläche von 127,14 km² und hat somit eine Bevölkerungsdichte von 27,2 Einwohner/km². 

### Straßen
- Indiana State Route 5
- Indiana State Route 14
- Indiana State Route 105
- Indiana State Route 205